# Campamento de Tulkarem
El campamento de Tulkarem es un campamento de refugiados palestinos situado en la ciudad palestina de Tulkarem, en Cisjordania. Fue establecido en 1950 en un área de 0,18 km², y su población en 2024 se estima en 11 140 según la Oficina Palestina de Estadísticas. La Agencia de Naciones Unidas para los Refugiados de Palestina en Oriente (UNRWA) tiene registrados oficialmente a 27 228 habitantes, .
En virtud de los acuerdos de Oslo II, el campamento está en el área A de Cisjordania, lo que le coloca bajo control del Estado de Palestina. Esto no impide que las incursiones y detenciones practicadas por las Fuerzas de Seguridad de Israel sean frecuentes.

## Infraestructuras
Las infraestructuras del campamento dependen de la UNRWA, que lo gestiona.
El campamento dispone de cuatro centros de enseñanza, dos para chicas y dos para chicos. En 2014 se construyó un centro médico de atención primaria, con unidades especializadas en salud reproductiva, infancia, asistencia psicosocial, salud dental y salud mental. Dos trabajadores sociales realizan visitas a domicilio para orientar a las personas sobre los servicios a los que pueden recurrir. La UNRWA ofrece también un servicio de ayuda económica para las familias más desfavorecidas del que se beneficia el 4 % de la población del campamento.
La UNRWA se encarga también del servicio de recogida de basura y de la red de agua. La red de alcantarilla se ve a menudo saturada debido al uso de aguas pluviales recogidas en contenedores.
El campamento no puede ampliarse más allá de la superficie delimitada en 1950, y en este mismo área tiene que vivir una de las mayores poblaciones de refugiados palestinos de Cisjordania. El hacinamiento y las malas condiciones de vida se han hecho cada vez más acuciantes, con infraestructuras inadecuadas por ser sobrecargadas. Como los residentes han construido en altura para acomodar a la creciente población, desde 2013 la UNRWA ha estado construyendo y rehabilitando viviendas en el campamento, si bien se requiere financiación adicional para llevarlo a cabo. La falta de espacio, falta de ventilación y la humedad de las viviendas repercuten negativamente en la salud física y mental de los residentes. Los únicos espacios abiertos y zonas de recreo para los niños son los patios de las escuelas.

## Incursiones militares israelíes
A última hora del jueves 3 de octubre de 2024, un ataque aéreo israelí bombardeó e incendió un edificio en cuya planta baja había una concurrida cafetería, debajo de pisos residenciales. Murieron al menos 18 personas, incluida una familia con dos niños de 6 y 8 años, y muchos resultaron heridos. Las fuerzas militares israelíes declararon que el ataque mató a varios milicianos, entre ellos al líder de Hamás en el campo, al que acusaron sin aportar pruebas de participar en múltiples atentados contra civiles israelíes y de planear un ataque inminente contra Israel. Hamás no reivindicó a ninguno de los muertos como combatiente suyo.
Según el seguimiento elaborado por agencias como la española EFE, entre enero de 2024 y principios de octubre las fuerzas israelíes mataron a 94 personas en Tulkarem, entre ellas 8 menores, la mayoría por disparos de soldados israelíes. Pero los ataques aéreos se han convertido en una táctica cada vez más frecuentemente empleada en contra de los campamentos de refugiados del área, método reconocido como una violación al Derecho Internacional Humanitario al ser usado contra asentamientos.
A comienzos de 2025, el ejército israelí llevó a cabo una incursión a gran escala en el norte de Cisjordania y procedió a demoler amplias zonas de los campamentos de refugiados de Yenín, Nur Shams y Tulkarem, destruyendo numeroso bloques de edificios para crear carreteras de acceso a los vehículos militares y expulsando a cientos de refugiados de sus hogares.